# Canal de Luzerte

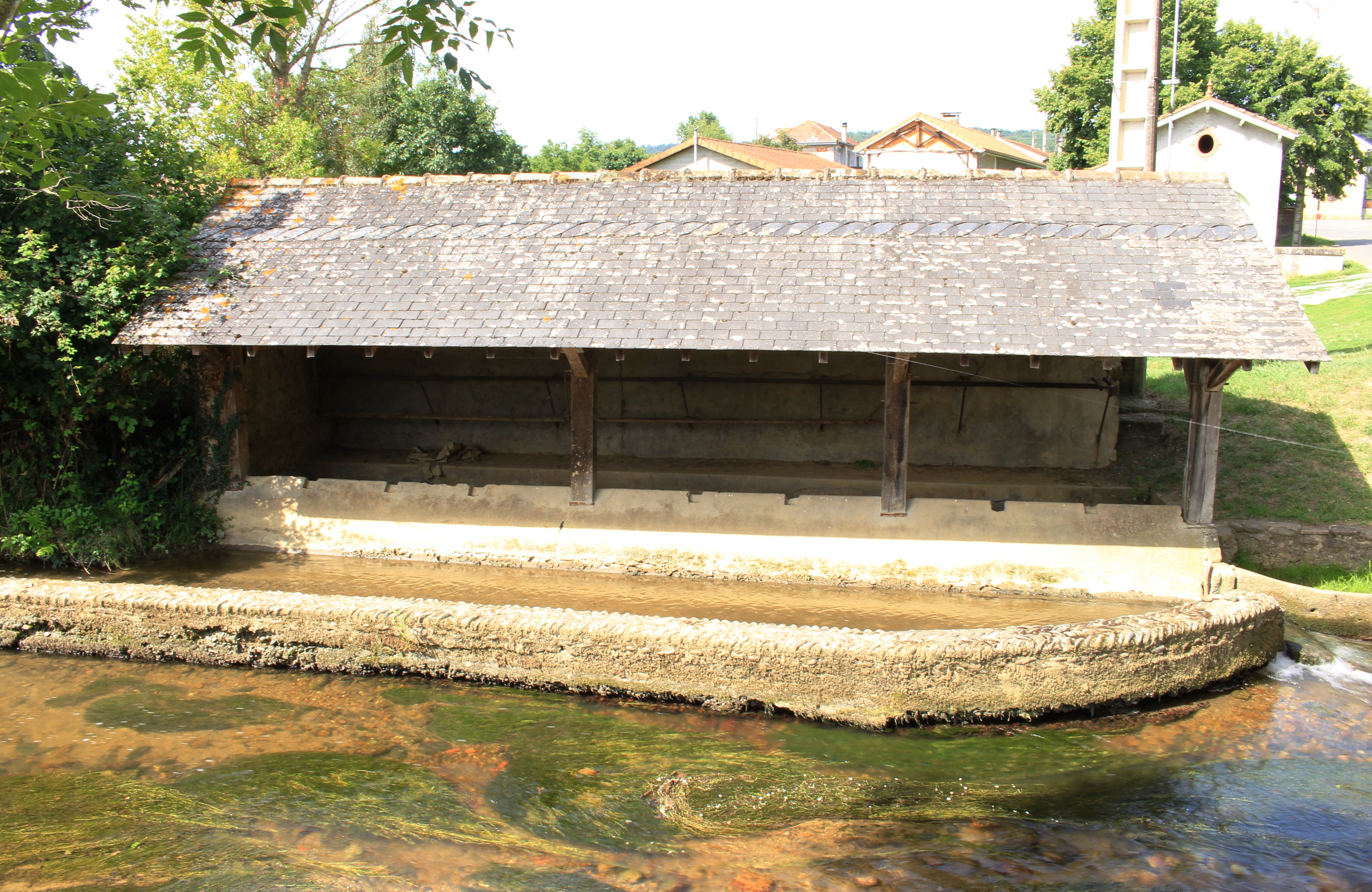
Le lavoir de Saint-Lézer au bord du canal.

Le canal de Luzerte est un cours d'eau du département des Hautes-Pyrénées. Il arrose les coteaux du sud de l'Adour.

## Hydronyme
La forme Luzerte résulte de l'agglutination de l'article, ce qui est fréquent en hydronymie. Le phénomène inverse aurait pu s'envisager car Luz- est une base hydronymique productive dans le Sud-Ouest de la France, mais le mot Uzerte est clairement attesté en gascon pour indiquer une source qui jaillit lors des fortes pluies.

## Géographie
D'une longueur totale de 10,1 km, il prend sa source dans la commune de Siarrouy, au lieu-dit les Coustous, en provenance de l’Échez et s'écoule du sud vers le nord. 
Il  se jette dans le Lis à Caixon, au lieu-dit Bernata,  après avoir traversé 5 communes.
Le canal de Luzerte a pour nom Canal du moulin de Saint-Lézer jusqu'au Bergons.

### Hautes-Pyrénées
- Siarrouy
- Talazac
- Saint-Lézer
- Vic-en-Bigorre
- Caixon

## Affluents
- (G) la Géline ;
- (G) la Barmale ;
- (G) le Bergons.

(G) rive gauche.